# Griff Furst

Griff Furst

Griff Furst (* 17. September 1981 in Van Nuys, Los Angeles, Kalifornien; eigentlich Griffith Ethan Feuerstein) ist ein US-amerikanischer Schauspieler, der auch als Filmregisseur tätig ist. Gelegentlich fungiert er auch als Drehbuchautor, Filmeditor, Kameramann und Filmproduzent.

## Leben
Griff Furst ist der Sohn des amerikanischen Schauspielers und Regisseurs Stephen Furst und der jüngere Bruder des Komponisten Nathan Furst. Er ist vor allem für das Produktionsstudio The Asylum tätig. 2007 drehte er für das Studio den postapokalyptischen Film I Am Omega und Universal Soldiers – Cyborg Islands. Es folgten mehr als Dutzend weiterer Regiearbeiten, bei denen er auch ab und an als Drehbuchautor fungierte.
Als Schauspieler war er beispielsweise in dem 2007 gedrehten Mockbuster Transmorphers zu sehen. Sein schauspielerisches Schaffen seit dem Jahr 2000 umfasst mehr als 80 Film- und Fernsehproduktionen.

## Filmografie (Auswahl)

### Regisseur
- 2007: Universal Soldiers – Cyborg Islands (Universal Soldiers)
- 2007: I Am Omega
- 2008: 100 Million BC
- 2009: 30 Days to Die
- 2010: Lake Placid 3 (Fernsehfilm)
- 2011: Hai Attack (Swamp Shark)
- 2012: Arachnoquake (Fernsehfilm)
- 2013: Ghost Shark – Die Legende lebt (Ghost Shark)
- 2013: Mega Alligators – The New Killing Species (Ragin Cajun Redneck Gators)
- 2014: Starve
- 2016: Cold Moon
- 2017: Trailer Park Shark
- 2018: Nightmare Shark

### Schauspieler
- 2004: Boa vs. Python
- 2005: Alien Abduction
- 2005: Dead Men Walking
- 2006: Exorcism: Die Besessenheit der Gail Bowers (Exorcism: The Possession of Gail Bowers)
- 2006: Basilisk – Der Schlangenkönig (Basilisk: The Serpent King)
- 2007: Transmorphers
- 2009: Nora Roberts – Ein Haus zum Träumen (Tribute)
- 2010: Monster Wolf (Monsterwolf)
- 2011: Volcano 2 – Feuerinferno in Miami (Miami Magma) (Fernsehfilm)
- 2013: From the Rough
- 2013: Zwei vom alten Schlag (Grudge Match)
- 2013–2015: Banshee – Small Town. Big Secrets. (Banshee, Fernsehserie, 3 Folgen)
- 2014: Ravenswood (Fernsehserie, 3 Folgen)
- 2014: The Loft
- 2015: Demonic
- 2015: Focus
- 2015: Secrets and Lies (Fernsehserie, Folge 1x09)
- 2015: Self/less – Der Fremde in mir (Self/less)
- 2015: The Astronaut Wives Club (Fernsehserie, Folge 1x06)
- 2015: The Red Road (Fernsehserie, 6 Folgen)
- 2015: Terminator: Genisys (Terminator Genisys)
- 2015: Trumbo
- 2016: The Founder
- 2016: Saltwater: Atomic Shark (Saltwater)
- 2017: Manhunt (Fernsehserie, 3 Folgen)
- 2019: Dead Water

### Produzent
- 2010: Monster Wolf (Monsterwolf)
- 2011: Volcano 2 – Feuerinferno in Miami (Miami Magma) (Fernsehfilm)
- 2011: Weather Wars
- 2012: Alien Tornado (Fernsehfilm)
- 2012: Ghost Horror House – The Leroux Spirit Massacre (American Horror House)
- 2012: Ghost Shark – Die Legende lebt (Ghost Shark)
- 2012: Arachnoquake (Fernsehfilm)
- 2016: Ein Filmstar zu Weihnachten (Christmas in Homestead, Fernsehfilm)
- 2023: 57 Seconds